# آموزش همگانی فدرال وی
آموزش همگانی فدرال وی یک بخش آموزش و پرورشی در شهرستان کینگ، واشینگتن است، که همهٔ دانش آموزان شهر فدرال وی را زیر پوشش خود قرار داده است، و نیز قسمتی از دانش آموزان شهر کنت، دی مویتز و آبرن، شهرهای همسایهٔ فدرال وی را نیز زیر پوشش خود دارد.
در این بخش ۳۹ مدرسه که ۲۱ دبستان، ۲ پیش دبستانی تا کلاس نهمی(۹)، ۷ راهنمایی، ۴ دبیرستان، ۱ بنیاد دسترسی به تکنولوژی، ۱ آکادمی عمومی، ۱ آکادمی اینترنت و ۱ آکادمی شتاب در این بخش آموزش و پرورشی دایر است. در این منطقه ۲۲۴۹۹ دانش آموز ثبت نام کرده‌اند.

## مدرسه‌ها

### دبستان‌ها
- آدلاید
- بریگادون
- کملات
- انترپرایز
- گرین گیبلز
- دریاچه دولاف
- دریاچه گرو
- لیکلند
- مارک تویین
- مریدیت هیل
- دریاچه میرور
- الیمپیک وییو
- دریاچه پاینتر
- رینیر وییو
- شروود فرست
- دریاچه نقره‌ای
- استار لیک
- سانی‌کرست
- تویین لیکس
- والهالا
- وایلد وود

### مدارس ابتدایی و راهنمایی
- ناتیلوس ک-۸
- وود منت ک-۸

### راهنمابی‌ها
- ایلاهی
- کیلو
- لاکتوآ
- ساکاژاویا
- سقالی
- سیکوویا
- توتم

### دبیرستان‌ها
- دیکیتور[۳]
- فدرال وی[۴]
- دبیرستان توماس جفرسون
- تاد بیمر[۵]
- ترومان[۶]

## پیوندهای برونی
- تارنمای رسمی
- نقشه‌ی از بخش آموزش و پرورش